# Thủy điện Thuận Hòa
Thủy điện Thuận Hòa (lúc đầu được gọi là thủy điện Sông Miện 4) là công trình thủy điện xây dựng trên sông Miện tại vùng đất bản Lũng Pù xã Thuận Hòa huyện Vị Xuyên tỉnh Hà Giang, Việt Nam .
Thủy điện Thuận Hòa có công suất 38 MW với 2 tổ máy, khởi công tháng 10/2014, hoàn thành tháng 6/2017 .

## Sông Miện
Sông Miện là phụ lưu của sông Lô, bắt nguồn từ tỉnh Vân Nam, Trung Quốc và chảy vào Việt Nam ở tỉnh Hà Giang qua các huyện Quản Bạ và Vị Xuyên, đổ vào sông Lô ở thành phố Hà Giang.
Quy hoạch Thủy điện Sông Miện là hệ thống gồm 6 bậc, trong đó 5 nhà máy đã được vận hành .
Thủy điện Sông Miện 1 còn gọi là thủy điện Bát Đại Sơn, công suất 6 MW, khởi công tháng 4/2009, hoàn thành tháng 10/2011, tại bản Phú Tỷ 1 xã Na Khê huyện Yên Minh và xã Bát Đại Sơn huyện Quản Bạ  23°09′25″B 105°01′02″Đ / 23,156976°B 105,017348°Đ.
Thủy điện Thái An công suất 82 MW, hoàn thành tháng 9/2010, trên sông Miện ở xã Thái An huyện Quản Bạ  22°59′56″B 105°03′56″Đ / 22,998902°B 105,065431°Đ.
Thủy điện Thuận Hòa công suất 38 MW với 2 tổ máy, hoàn thành tháng 6/2017.
Thủy điện Sông Miện 5 công suất lắp máy 16,5 MW, hoàn thành năm 2012, tại bản Mịch A xã Thuận Hòa, huyện Vị Xuyên .22°55′24″B 105°00′23″Đ / 22,923324°B 105,006382°Đ
Thủy điện Sông Miện 5A công suất lắp máy 9 MW, sản lượng điện hàng năm 35 triệu KWh, khởi công tháng 3/2011 hoàn thành tháng 3/2015, tại xã Thuận Hòa, huyện Vị Xuyên .22°53′36″B 104°59′32″Đ / 22,893316°B 104,99225°Đ
Thủy điện Sông Miện 6 công suất lắp máy 12 MW, hoàn thành tháng 3/2017, tại phường Quang Trung thành phố Hà Giang.22°50′55″B 105°00′49″Đ / 22,848615°B 105,013571°Đ

## Tác động môi trường dân sinh
Việc xây dựng các thủy điện dày đặc trên đoạn sông Miện đã để lại những đánh giá khác nhau, từ ca ngợi là "lá cờ đầu trong phát triển kinh tế Hà Giang"  đến "Bất cập trong việc phát triển thủy điện" . Các thủy điện cũng tranh chấp nhau về nguồn nước và tiến độ xây dựng, gây khó xử cho cơ quan quản lý . Việc xây dựng vượt thiết kế tích nước cũng tạo ra nguy cơ đe dọa "xóa sổ TP Hà Giang" .
Đêm 20/01/2015 khi các công nhân của nhà thầu thi công dự án là Công ty Triết Giang (Trung Quốc), xuống khu vực hầm dẫn dòng phục vụ thi công đập đầu mối để đo đạc khối lượng thi công, thì bất ngờ bị dòng nước lớn cuốn trôi, làm 3 người chết .